# Лингвистическая неуверенность

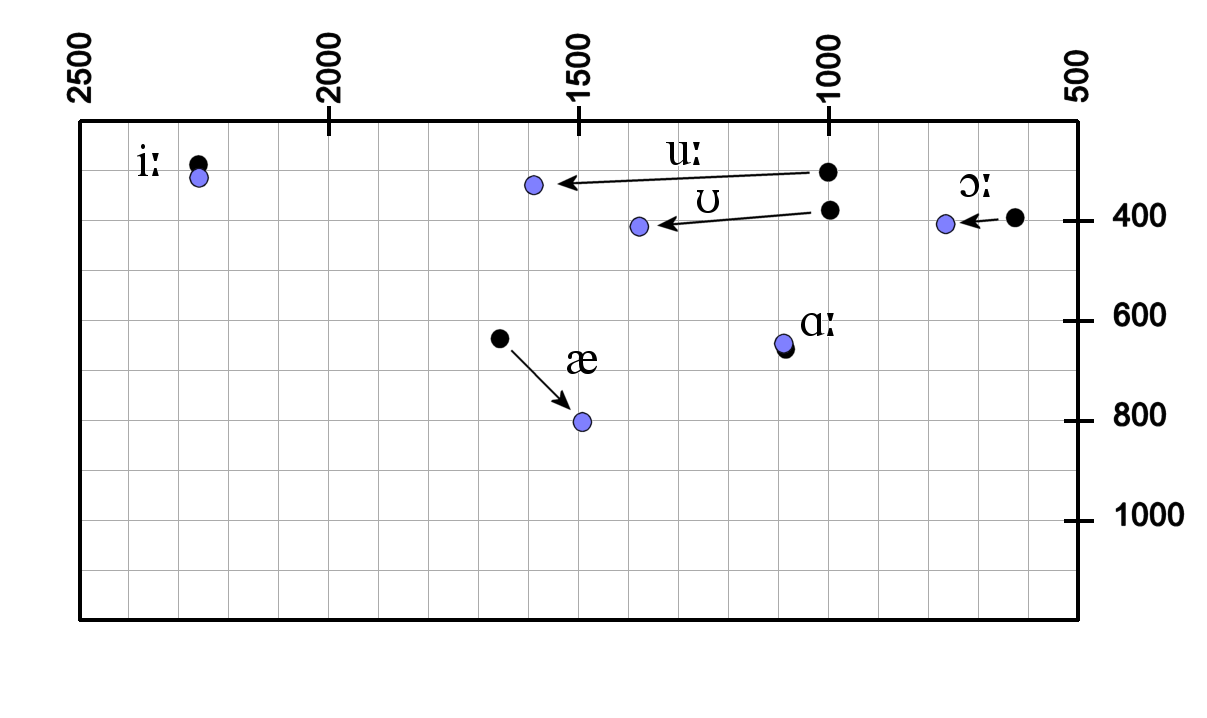
Изменения в произношении гласных звуков носителями RP: абсцисса — частота форманты F1, ордината — F2 (в герцах).

Лингвистическая (языковая) неуверенность (англ. linguistic insecurity) — такое отношение человека к собственной речи, когда он чувствует, что нарушает языковые нормы, и стремится это исправить. Лингвистическая неуверенность может проявляться как в иностранном, так и в родном языке.
При обратном явлении — лингвистической уверенности — человек убеждён, что используемая им языковая форма правильна, даже если она резко отличается от общепринятой.

## История возникновения термина
Термин «лингвистическая неуверенность» ввёл в науку американский лингвист Уильям Лабов. В начале 1960-х годов он исследовал языковое поведение людей разных социальных слоев, проживавших в нью-йоркском районе Нижний Ист-Сайд. Лингвист анализировал частоту употребления звука [r] в конечной позиции или перед согласным, а также межзубного звука [θ] в сочетании th (think [θɪŋk] — думать, through [θruː] — через). В то время по орфоэпической норме звук [r] в указанных позициях не произносился, а следовательно, такие слова как guard — «стража» и god — «бог» должны были читаться одинаково — [ɡɑːd]. Но в Нью-Йорке появилась престижная форма, устанавливающая произношение [r] в этих случаях. Что касается сочетания th, то литературной нормой является звук [θ], но многие представители нижних слоев читали его как [t].
На основе своих исследований Лабов сделал вывод, что при переходе от непринуждённого общения к произношению отдельных слов все слои стремятся как можно чаще произносить звуки, считающиеся престижными. Но больше всего свою речь стараются корректировать представители нижнего слоя среднего класса. Они также чётче всех разграничивают те языковые нормы, которые они используют, и те, которые они одобряют и к которым стремятся. Данное явление Лабов назвал лингвистической (или языковой) неуверенностью.

«Языковая неуверенность говорящих нижнего слоя среднего класса обнаруживается в очень широком диапазоне свойственного им стилистического варьирования, в больших флуктуациях даже в пределах одного стиля, в их сознательном стремлении к правильности и в их резко отрицательном отношении к своему собственному типу речи»
— Уильям Лабов

## Подходы разных исследователей
Уильям Лабов разработал настолько подробную методологию социолингвистики, которая изучает языковую неуверенность, что задал вектор исследований в этой области на десятилетия вперед (его методы использовали, в частности, Питер Традгилл и Од Бретенье). Лингвист предложил следующее:
- связывать языковое поведение с социально-экономическим положением человека и его семьи: он выделил три показателя — род занятий кормильца семьи, уровень образования интервьюируемого и доход его семьи[3];
- использовать модель «лингвистической переменной», то есть считать один вариант основным и более правильным, а другие — менее предпочтительными[4][5];
- использовать количественный (квантитативный) подход к изучению языковой вариативности: «анализировать частотность определённых лингвистических вариантов отдельно для каждой группы испытуемых в каждом отдельном стилистическом контексте и делать выводы о зависимости употребления вариантов от социального и стилистического контекста»[6];
- выделять два компонента, характеризующих языковую неуверенность: различия в объективном языковом поведении и оценку человеком используемых и существующих языковых норм[3];
- объяснять языковую неуверенность стремлением занять более высокое место в социальной иерархии (нижний слой среднего класса особенно старается усваивать наиболее престижные языковые формы) либо желанием заявить о собственной идентичности (члены негритянской общины Нью-Йорка не различают звуки [i] и [e] перед носовыми согласными, хотя изначально это было характерной чертой только афроамериканцев из южных штатов)[3].

В своих исследованиях лингвист делал упор на фонологический аспект языкового поведения, но добавлял, что аналогичный феномен можно рассматривать также с грамматической и лексической точек зрения.
Идею продвижения в социальной иерархии, которую Лабов выделил, но не раскрыл, продолжили такие исследователи, как Пьер Бурдьё, Питер Традгилл и Эдина Эйзиковиц. Они использовали преимущественно показатели пола и возраста и пришли к выводу, что женщинам более свойственно придерживаться языковых норм, которые считаются престижными и правильными, чем мужчинам. Причиной этого они назвали недостаточно свободный доступ женщин к власти и влиянию и стремление добиться более высокого положения именно посредством языка.
Эйзиковиц также обратила внимание на то, что среди мужчин с возрастом растет процент использования неправильных форм (в её исследовании — употребление don’t с 3-м лицом единственного числа вместо doesn’t), поскольку для них такие формы являются средством идентификации — принадлежности к мужскому полу и рабочему классу.
Еще один аспект языковой неуверенности осветили французские и бельгийские лингвисты — Од Бретенье, Мишель Франкар, Луи-Жан Кальве, Жан-Мари Клинкенберг и Виржини Лине. Они рассматривали ситуацию диглоссии, характерную для Бельгии (доминирование французского варианта французского языка над региональным бельгийским вариантом), которая приводит к формированию языковой неуверенности особого рода у бельгийцев. Кальве отмечал языковую уверенность говорящих в рамках собственного языка и возникающую неуверенность при сравнении их языка с другими. С похожей ситуацией сталкивалась Лине: в начале опросов респонденты были убеждены в правильности бельгийского варианта французского языка, но к концу признавали его некорректность из-за влияния голландского. Наконец, Франкар назвал такую ситуацию «обесцениванием языкового поведения» (бельгийцев) и «лингвистической болезнью» и подчеркнул, что:

Оригинальный текст (фр.)…l’institution scolaire dans le monde francophone, accroîtrait l’insécurité linguistique en développant à la fois la perception des variétés linguistique régionales et leur dépréciation au profit d’un modèle mythique et inaccessible (le „bon“ français, souvent assimilé au „français de Paris“
Система образования во франкоговорящих странах приумножала лингвистическую неуверенность, одновременно прививая франкофонам представление о существовании множества региональных диалектов и обесценивая их в пользу некого недостижимого и даже «мистического» идеала «хорошего французского языка», под которым часто понимался парижский диалект— 
Также проблемой лингвистической уверенности / неуверенности занимались Ноел Генье, Гудрун Легеден, Жан-Мишель Касбарян, Рада Тирвассен и другие.

## Лингвистическая неуверенность и неуверенность в себе
На некоторых русскоязычных интернет-ресурсах, позаимствовавших информацию из перевода статьи на сайте slate.com, некорректно раскрывается понятие «лингвистическая неуверенность». Авторы статей утверждают: это явление связано с тем, что в речи человека присутствуют определённые маркеры, отражающие его неуверенность в себе. Такое определение не совсем верно, поскольку лингвистическая неуверенность связана только с использованием языковых норм — других комплексов человека или социальной группы этот феномен не касается.
Более того, важно помнить о двухкомпонентности понятия (языковое поведение и оценка разных языковых норм). Исследователи Бейзил Бернстайн и Говард Вудс выявили, что англичане с более высоким статусом обычно используют фразы, ориентированные на себя (I think, in my opinion, I believe, I have no idea), с более низким — на собеседника (you know, isn’t that right, don’t you think). Однако это только объективные языковые особенности представителей разных социальных слоев. Если эти люди разных статусов не испытывают неудобств при использовании данных форм, то это пример языковой уверенности. Лингвистическая неуверенность проявляется только в том случае, когда говорящий выбирает нетипичную для себя манеру разговора (включающую произношение, подбор лексических единиц, грамматическое построение предложений и т. п.), признанную им более престижной и подходящей той социальной группе, к которой он хочет себя причислять.

## Критика
В целом, нельзя сказать, что концепция подвергалась серьёзной критике. Скорее, изначальные идеи, предложенные Уильямом Лабовым, со временем уточнялись, дополнялись и развивались.
Во-первых, помимо модели «лингвистической переменной», распространившейся в социолингвистических исследованиях, для изучения языковой вариативности, появились инвариантно-вариантная и констатно-вариантная теории. Под инвариантом стали понимать абстрактную единицу, используемую для классификации языкового материала (например, фонема — инвариант, способы произношения — варианты). Эту модель начали активно использовать для исследования формального варьирования (разных способов выражения одного и того же содержания).
Сторонники второй теории (прежде всего русские лингвисты Виктор Владимирович Виноградов и Александр Иванович Смирницкий) подчеркивали, что, наряду с вариантными, существуют постоянные, константные, признаки, присущие каждой языковой единице во всех её модификациях. Эта модель прижилась для семантического варьирования (исследования разного содержания, выраженного одинаковым способом).
Во-вторых, были уточнены факторы, влияющие на выбор языковых вариантов в речи индивида. Род занятий кормильца семьи, уровень образования интервьюируемого и доход его семьи, предложенные Лабовым, видоизменились до так называемой «большой четвёрки современной социолингвистики», включающей социально-экономический статус говорящего, его пол, возраст и этническую принадлежность. Однако этот список не окончательный. В зависимости от акцентов исследователей могут вводиться и такие показатели, как образование, место проживания (город — сельская местность) и принадлежность к малым группам.
В-третьих, помимо количественного (квантитативного) подхода, был предложен более трудоёмкий качественный (квалитативный), представленный интерактивной (интерпретативной) лингвистикой. Целью интерпретативной социолингвистики стало выявление подтекстов высказываний в процессе естественной коммуникации для рассмотрения проблем разного восприятия одних и тех же высказываний.

## Гиперкорректность
Один из зафиксированных эффектов языковой неуверенности — гиперкорректность, избыточное применение правила (существующего или нет), связанное с желанием использовать язык более престижного слоя общества. Характерный пример гиперкорректности в английском — использование личных местоимений «you and I» вместо «me and you» в ситуациях, когда более уместным было бы аккузативное местоимение «me».

## В массовой культуре
Генри Хиггинс, главный герой пьесы Бернарда Шоу «Пигмалион», зарабатывал на жизнь тем, что помогал исправлять произношение людям, желавшим улучшить свой социальный статус:

«Наш век — это век выскочек. Люди начинают в Кентиштауне, живя на восемьдесят фунтов в год, и кончают на Парк-лэйн с сотней тысяч годового дохода. Они хотели бы забыть про Кентиштаун, но он напоминает о себе, стоит им только раскрыть рот. И вот я обучаю их»

В своей книге «Наблюдая за англичанами» Кейт Фокс отмечает:

«Все англичане, признают они это или нет, имеют нечто вроде встроенного компьютера глобальной системы социального позиционирования, который определяет положение человека на карте классовой иерархии, едва тот начинает говорить. Существует два фактора, помогающих определить это положение: лексика и произношение — слова, которые мы употребляем, и манера их выговаривать»

Это, в свою очередь, определяет распространённость лингвистической неуверенности среди более низких социальных слоев англичан, которые стараются перенять в первую очередь престижную лексику, чтобы восприниматься представителями высших слоёв с большей благожелательностью.